# Albert Pyun
Albert Pyun (Hawái, 19 de marzo de 1953 - Las Vegas, 26 de noviembre de 2022) fue un cineasta estadounidense.

## Biografía
Pyun destacó en su carrera principalmente por dirigir películas de serie B y telefilmes, en géneros como las artes marciales, la fantasía y la ciencia ficción. Entre sus filmes más conocidos destacan Cromwell, rey de los bárbaros (1982), Radioactive Dreams (1985), Los centinelas (1986), Cyborg (1989), Capitán América (1990), Dollman (1990), Kickboxer 2 (1991), Noches de fuego (1993), Knights ("Caballeros", 1993), Omega Doom ("Apocalipsis Omega", 1996), Mean Guns ("Malas armas", 1997) y Postmortem (1998), además de la serie fílmica Nemesis (1992-1996).
A lo largo de su carrera trabajó con actores como Michael Dudikoff, Carey Lowell, Jean-Claude Van Damme, Peter Boyle, Ned Beatty, Brion James, Teri Hatcher, Lance Henriksen, Kris Kristofferson, Ice-T, Christopher Lambert, Charlie Sheen, Burt Reynolds, Dennis Hopper, Rutger Hauer y David Carradine.
En 2013 anunció que padecía esclerosis múltiple, aunque su condición mejoró un poco, lo cual le permitió retomar sus proyectos y dirigir sus dos últimas películas, The Interrogation of Cheryl Cooper (2014), y Interstellar Civil War (2017). Pyun falleció el 26 de noviembre de 2022, a los sesenta y nueve años, en Las Vegas.
Su obra ha sido elogiada por Juan Manuel de Prada:

El último representante de esta estirpe maldita de cineastas condenados a la incomprensión es el hawaiano Albert Pyun (n.1954), una especie de Godard de la serie Z que, como Freda o Ulmer, se ha distinguido por aplicar al cine de género más desinhibido o casposo tratamientos vanguardistas, ganándose así la animadversión de los aficionados más obtusos. Malas armas encumbra a Pyun en esa estirpe de genios malditos que, como Ulmer o Freda, lograron hacer de sus propuestas de apariencia paupérrima, descabellada o bodriesca auténticas obras de arte mediante la alquimia de un estilo hipnótico. Ojalá no hayan de pasar varias décadas para que así se lo reconozcan.

## Filmografía destacada

### Cine
- The Sword and the Sorcerer (1982)
- Radioactive Dreams (1985)
- Dangerously Close (1986)
- Vicious Lips (1986)
- Down Twisted (1987)
- Alien from L.A. (1988)
- Cyborg (1989)
- Deceit (1990)
- Capitán América (1990)
- Bloodmatch (1991)
- Kickboxer 2 (1991)
- Dollman (1991)
- Nemesis (1992)
- Knights (1993)
- Brainsmasher... A Love Story (1993)
- Kickboxer 4 (1994)
- Hong Kong 97 (1994)
- Heatseeker (1995)
- Nemesis 2: Nebula (1995)
- Omega Doom (1996)
- Nemesis 3: Prey Harder (1996)
- Raven Hawk (1996)
- Nemesis 4: Death Angel (1996)
- Blast (1997)
- Mean Guns (1997)
- Crazy Six (1997)
- Postmortem (1998)
- Urban Menace (1999)
- The Wrecking Crew (2000)
- Ticker (2001)
- Max Havoc: Curse of the Dragon (2004)
- Invasion (2005)
- Left for Dead (2007)
- Road to Hell (2008)
- Bulletface (2010)
- Tales of an Ancient Empire (2010)
- The Interrogation of Cheryl Cooper (2014)
- Interstellar Civil War (2017)
- Death Heads: Braian Drain (2018)